# Conservatoire Tchaïkovski de Moscou
Le Conservatoire Tchaïkovski de Moscou (Московская государственная консерватория имени П. И. Чайковского) est l'école de musique la plus importante et la plus prestigieuse de Moscou, sinon de toute la Russie. Parmi ses élèves, on compte maints musiciens, virtuoses ou compositeurs reconnus, à l'image de Serge Rachmaninov, Alexandre Scriabine, Mikhail Pletnev, Aram Khatchatourian, Sviatoslav Richter, Mstislav Rostropovitch, Adilia Alieva, Ekaterina Novitskaïa, Emil Guilels, David Oïstrakh, Vladimir Spivakov, Alfred Schnittke, Eugène Gounst ou encore Youri Bachmet.
Fondé en 1866 par la Société musicale impériale de Moscou dirigée par le prince Nikolaï Petrovitch Troubetskoï et Nikolaï Rubinstein, il est le pendant moscovite du Conservatoire Rimski-Korsakov de Saint-Pétersbourg, fondé en 1862 par son frère, le célèbre pianiste et compositeur russe Anton Rubinstein.
Tchaïkovsky (1840-1893) fut un des tout premiers professeurs du Conservatoire de Moscou où il enseignait la théorie et l'harmonie, poste qu'il occupa jusqu'en 1878 environ. En son hommage, le conservatoire porte son nom depuis 1940.
Le Conservatoire de Moscou est également le lieu où se déroule tous les quatre ans le Concours international Tchaïkovski.

## Histoire de l'édifice
Le bâtiment loué pour le conservatoire devient très vite insuffisant, en raison du nombre sans cesse croissant d'étudiants et, à l'été 1877, l'hôtel particulier du prince Vorontsov sur la rue Bolchaïa Nikitskaïa est finalement acquis par la filiale de Moscou de la Société musicale russe. Ce bâtiment répond aux besoins éducatifs du conservatoire pendant quinze ans, mais à la fin de cette période, il est de nouveau encombré, car le nombre d'étudiants a considérablement augmenté (l'année scolaire 1868-1869, il y avait 184 étudiants, et en 1893-1894 - déjà 430). De plus, le besoin de sa propre salle de concert commence à se faire sentir. Cependant, l'ancien bâtiment est hypothéqué par la Société de crédit de la ville de Moscou et un certain nombre de propositions sont envisagées concernant l'achat de divers terrains à construire à Moscou. Le 27 novembre 1893, il est décidé de construire un conservatoire selon le projet de l'académicien en architecture Vassili Zagorski sur le site de la maison du prince Vorontsov. En 1894, après le transfert du conservatoire dans un local temporairement loué dans l'hôtel particulier du prince Galitzine sur la Volkhonka, le démantèlement de l'ancien bâtiment commence et, le 27 juin 1895, la pose solennelle de la première pierre a lieu. En 1898, le conservatoire commence déjà ses cours dans de nouvelles salles de classe, et le 25 octobre de la même année, la petite salle est bénie et inaugurée. Les travaux d'aménagement et de décoration de la grande salle ne sont achevés qu'en 1901 et, le 7 avril 1901, la grande salle est inaugurée,.

## Directeurs
Liste partielle des directeurs :
- 1866—1881 : Nikolaï Rubinstein
- 1881—1883 : Nikolaï Hubert
- 1885—1889 : Sergueï Taneïev
- 1889—1906 : Vassili Safonov

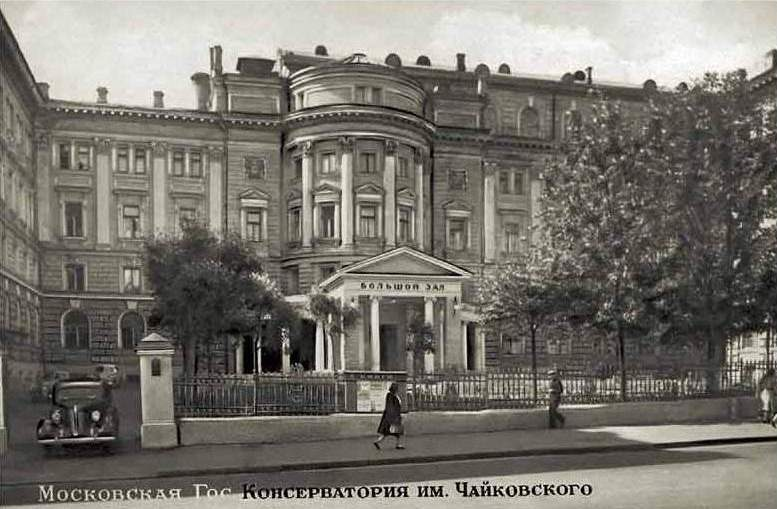
Le conservatoire en 1940.

- 1906—1922 : Mikhaïl Ippolitov-Ivanov
- 1922—1924 : Alexandre Goldenweiser
- 1924—1929 : Constantin Igoumnov
- 1935—1937 : Heinrich Neuhaus
- 1939—1942 : Alexandre Goldenweiser
- 1942—1948 : Vissarion Chebaline
- 1948—1974 : Alexandre Svechnikov

## Musiciens de renom ayant étudié ou enseigné au conservatoire de Moscou

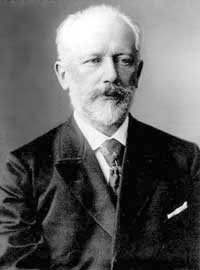
Piotr Ilitch Tchaïkovski.

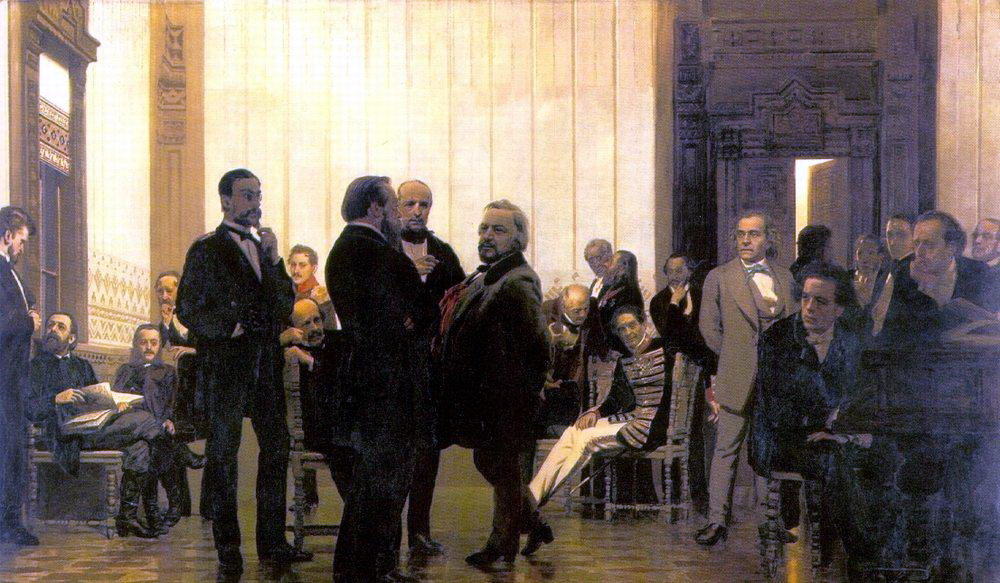
Les Compositeurs slaves, 1872
Ilia Répine
Conservatoire Tchaïkovski.

- Valery Afanassiev
- Vladimir Ashkenazy
- Alexandre Brussilovsky
- Adilia Alieva
- Mohamed Abed
- Arno Babajanian
- Belaid El Akkaf
- Dmitri Bachkirov
- Rachid Ait Tahar
- Sergueï Balassanian
- Youri Bachmet
- Boris Berezovsky
- Ludmila Berlinskaïa
- Valentin Berlinsky
- Georgi Lvovitch Catoire
- Vissarion Chebaline
- Rena Cherechevskaïa
- Pavel Chesnokov
- Rodion Chtchedrine
- Dmitri Chostakovitch
- Edison Denissov
- Dang Thai Son
- Svetlana Eganian
- Brigitte Engerer
- Mikhaïl Faerman
- Samouïl Feinberg
- Sofia Goubaïdoulina
- Emil Guilels
- Natalia Gutman
- Varvara Ivanova
- Yakov Kasman
- Rudolf Kehrer
- Aram Khatchatourian
- Evgeni Koroliov
- Sergueï Kouznetsov
- Vladimir Krainev
- Nicolas Krauze
- Elena Langer
- Igor Lazko
- Alekseï Lioubimov
- Nikolaï Louganski
- Radu Lupu
- Anna Malikova
- Nikolaï Miaskovski
- Boris Mokrousov
- Vano Mouradeli
- Varvara Myagkova
- Heinrich Neuhaus
- Marie-Annick Nicolas
- Ekaterina Novitskaïa
- Stanislav Neuhaus
- David Oïstrakh
- Polina Ossetinskaya
- Rachid Ouabadi
- Mikhail Pletnev
- Ivo Pogorelich
- Viktoria Postnikova
- Jorge Luis Prats
- Sergueï Rachmaninov
- Taher Rajai
- Sviatoslav Richter
- Mstislav Rostropovitch
- Mikhail Rudy
- Tchinguiz Sadikhov
- Alfred Schnittke
- Alexandre Scriabine
- Valery Sigalevitch
- Vladimir Soultanov
- Vladimir Spivakov
- Alexandre Svechnikov
- Ievgueni Svetlanov
- Piotr Ilitch Tchaïkovski
- Marina Tchebourkina
- Semion Tchernetsky
- Mauricio Vallina
- Elisso Virssaladze

## Œuvres créées
- Sonate pour piano no 2 de Dmitri Chostakovitch par le compositeur lui-même.